# Diego Cisneros
Diego Jesús Jiménez de Cisneros Bermúdez (La Habana; 27 de septiembre de 1911-Caracas; 15 de julio de 1980), más conocido como Diego Cisneros fue un empresario cubano-venezolano. Es fundador de la Organización Cisneros.

## Biografía
Sus padres fueron Diego Jiménez de Cisneros y Govantes, médico y odontólogo cubano, y la venezolana María Luisa Bermúdez Martínez. También tuvo un hermano llamado Antonio Cisneros, quien nació en 1907 y murió en 1948. Su padre falleció en 1914.
En 1918, Diego Cisneros llegó a Venezuela, junto a su madre y su hermano; y al poco tiempo se establecieron en Puerto España, en la colonia británica de Trinidad, donde se había mudado la familia de María Luisa Bermúdez. En Trinidad, Cisneros terminó la educación primaria y secundaria en el Saint Mary´s College, una escuela regida por la Orden Católica Irlandesa del Espíritu Santo.
En 1928, los hermanos Cisneros regresaron a Venezuela. En Caracas, Diego Cisneros consiguió un empleo en el Royal Bank of Canada, gracias a su conocimiento del idioma inglés. Meses después trabajó en la concesionaria de los automóviles Chrysler y de los camiones International. Logró ahorrar algo de dinero, lo que le permitió pedir un crédito para comprar un camión de volteo y dedicarse al transporte de materiales. Luego, obtuvo una licencia para operar una ruta de autobuses y, junto a su hermano Antonio, transformó el camión de volteo en un autobús. Con el tiempo, los hermanos Cisneros crearon una línea de autobuses de 400 unidades. En esa época 1930 a 1940, Caracas tenía 100.000 habitantes por lo cual es imposible que hayan tenido 400 unidades y tampoco las 200 que dice la nueva película Gustavo Cisneros Sin Descanso. Para ponerlo en contexto, Caracas hoy tiene más de 4.000.000 de habitantes y hay registradas 1.800 unidades en Caracas. Es probable que en toda Caracas hubiese en total unas 40 unidades no 400. Los grandes empresarios de transporte público de esa época tenían hasta 8 unidades hasta 1940.
Diego Cisneros se casó en 1938 con la venezolana Albertina Rendiles Martínez. De esa unión nacieron Diego Alberto Cisneros (n. 1939), Marión Cisneros (n. 1940), Carlos Enrique Cisneros (1942-1983), Gustavo Cisneros (1945-2023), Ricardo José Cisneros (n. 1947), Gerardo Javier Cisneros (f. 2006), Antonio José Cisneros (1953-1981) y Ana Cisneros.
En 1939, es vendida la línea de autobuses y en 1940 Diego Cisneros ingresó en el negocio de la venta de automóviles y camiones de la marca REO. También logró la representación en Venezuela de las neveras Norge.
En 1940, Diego y Antonio Cisneros consiguieron la franquicia para producir y vender la bebida Pepsi en Venezuela. Igualmente, la década de 1940 había representado una serie de consecutivos éxitos empresariales para Diego Cisneros, fundando la Liquid Carbonic (compañía destinada a la producción de gases licuados y productos afines) y logrando que la Organización Cisneros pasase a representar los automóviles Studebaker en Venezuela. 
Otros éxitos empresariales vinieron en la década de 1950, iniciándose ésta con la fundación de Helados Tío Rico y luego en 1952 se lleva a cabo un proceso de reorganización interna, con miras a integrar de forma plena y sistematizada todas las operaciones empresariales de la Organización Cisneros.
Tras el drástico cambio político que representó la caída del general Marcos Pérez Jiménez en 1958, muchas empresas sufrieron severos reveses, entre ellas estaba una de las inversiones de Televisa en Venezuela, Televisión Venezolana Independiente S.A (sin ninguna relación con el actual Grupo Televisa de México), que tras sucumbir a la quiebra, fue comprada por Diego Cisneros en 1960, con la ayuda gubernamental del entonces presidente Rómulo Betancourt mediante un proceso de licitación, inaugurándose el canal Venevisión el 27 de febrero de 1961, para luego iniciar transmisiones ininterrumpidas el 1 de marzo de ese mismo año. 
Una de las últimas acciones emprendidas por Diego Cisneros, fue la creación de la Fundación Cisneros, una entidad sin fines de lucro, cuyo objetivo es apoyar los valores democráticos, estimular la iniciativa privada y fomentar los valores del libre mercado.
En 1970, Diego Cisneros se retiró de la administración de la Organización Cisneros (en aquel entonces conocida como Organización Diego Cisneros) debido a problemas de salud. Falleció en Caracas el 15 de julio de 1980.

## Honores
La avenida principal del sector Los Ruices en Caracas lleva su nombre.